# Piantedo
Piantedo là một đô thị ở tỉnh Sondrio trong vùng Lombardia của Italia, có vị trí khoảng 80 km về phía bắc của Milano và khoảng 35 km về phía tây của Sondrio. Tại thời điểm ngày 31 tháng 12 năm 2004, đô thị này có dân số 1.258 người và diện tích là 6,7 km².
Piantedo giáp các đô thị: Colico, Delebio, Dubino, Gera Lario, Pagnona.